# Tauplitz
Tauplitz – dawna gmina w Austrii, w kraju związkowym Styria, w powiecie Liezen. Zamieszkiwana była przez 1005 mieszkańców (1 stycznia 2014) na powierzchni ok. 54 km². 1 stycznia 2015 została połączona z gminą Bad Mitterndorf oraz Pichl-Kainisch, tworząc nową gminę targową Bad Mitterndorf.
Nazwa miejscowości w lokalnym dialekcie oznacza ciepłe miejsce, co być może ma swoje uzasadnienie w istnieniu tam źródeł wód mineralnych. W bezpośredniej okolicy znajduje się masyw górski Grimming o wysokości 2351 m n.p.m., a także narciarska skocznia mamucia Kulm.
Odbywa się tutaj Puchar Świata w lotach narciarskich.